# Doliops isabelae
Doliops isabelae es una especie de escarabajo del género Doliops, familia Cerambycidae. Fue descrita científicamente por Vives en 2014.
Habita en Filipinas. Los machos y las hembras miden aproximadamente 14 mm. El período de vuelo de esta especie ocurre en los meses de abril, mayo, junio, agosto y septiembre.